# Thomas Steffl
Thomas Steffl (* unbekannt in Krummau in Böhmen; † 14. Oktober 1943 im Vernichtungslager Sobibor), auch Thomas Steffel geschrieben, war SS-Scharführer, der während des Aufstands von Sobibór im Lager II getötet wurde. Steffl kam aus demselben Ort wie die SS-Männer Franz Wolf und Josef Wolf, die sich auch im Vernichtungslager Sobibór befanden.
Steffl, der zunächst in der Fotostelle der Berliner Zentrale der Aktion T4 tätig war, nahm im Rahmen der „Aktion Reinhardt“ im Februar 1943 seinen Dienst im Vernichtungslager Sobibor in der Sortierbaracke auf. Dort war er für die Aufsicht zuständig. In der Sortierkammer wurde die Bekleidung von den Arbeitskommandos von Rudolf Beckmann und Paul Johannes Groth sortiert und nach Geld und Wertsachen durchsucht. Die Schuhe der sog. Transportjuden wurden durch das Kommando von Johann Klier aufgenommen.
Während des Aufstands von Sobibor wurden er und Rudolf Beckmann von den jüdischen Lagerhäftlingen Chaim Engel und vom Kapo Pożyczki am 14. Oktober 1943 getötet. Steffl und Beckmann wurden wie die anderen getöteten SS-Angehörigen im Chełmer Soldatenfriedhof mit militärischen Ehren begraben.
Franz Wolf, der während des Aufstands im Waldkommando mit Häftlingen beim Holzschlagen war und deshalb den Aufstand überlebte, identifizierte den Leichnam von Steffl und war bei seiner Beerdigung zugegen.